# كولن مايلز
كولن مايلز (بالإنجليزية: Colin Miles)‏ (6 سبتمبر 1978 في المملكة المتحدة - ) هو لاعب كرة قدم بريطاني في مركز الدفاع. لعب مع بورت فايل وستيفيناغ بوروه ونادي واتفورد ويوفل تاون ونادي هايز ونادي وكينغ ونادي دوفر أتليتيك ونادي غرينوك مورتون.

## وصلات خارجية
- كولن مايلز على موقع قاعدة بيانات كرة القدم.إي يو (الإنجليزية)
- كولن مايلز على موقع Soccerbase.com (لاعب) (الإنجليزية)